# Şanlıurfa (provins)

Şanlıurfa, även kallat Urfa, är en provins i sydöstra Anatolien i Turkiet. Provinsens yta är drygt 18 584 km² och den har 1 436 956 invånare. Huvudort är Şanlıurfa.